# Округ Јувалди (Тексас)
Округ Јувалди (енгл. Uvalde County) је округ у америчкој савезној држави Тексас. По попису из 2010. године број становника је 26.405.

## Демографија
Према попису становништва из 2010. у округу је живело 26.405 становника, што је 479 (1,8%) становника више него 2000. године.
| Група             | 2000.          | 2010.          |
| Белци             | 8.471 (32,7%)  | 7.666 (29,0%)  |
| Афроамериканци    | 93 (0,4%)      | 170 (0,6%)     |
| Азијати           | 101 (0,4%)     | 134 (0,5%)     |
| Хиспаноамериканци | 17.089 (65,9%) | 18.299 (69,3%) |
| Укупно            | 25.926         | 26.405         |